# Las Ventas de Retamosa
Las Ventas de Retamosa är en ort i Spanien.   Den ligger i provinsen Toledo och regionen Kastilien-La Mancha, i den centrala delen av landet, 50 km sydväst om huvudstaden Madrid. Las Ventas de Retamosa ligger 625 meter över havet och antalet invånare är 1 432.
Terrängen runt Las Ventas de Retamosa är platt. Runt Las Ventas de Retamosa är det ganska glesbefolkat, med 34 invånare per kvadratkilometer. Närmaste större samhälle är Navalcarnero, 17,2 km nordost om Las Ventas de Retamosa. Trakten runt Las Ventas de Retamosa består till största delen av jordbruksmark.